# Пичугин, Лев Феоктистович
Лев Феоктистович Пичугин (13 февраля [25 февраля] 1859, Сердобск, Саратовская губерния — 9 октября [22 октября] 1912, Поим, Пензенская губерния) — выдающийся деятель и руководитель поморского согласия, начётчик.

## Биография
Лев Феоктистович Пичугин родился в 1859 году в городе Сердобске Саратовской губернии. После смерти отца он ещё в детском возрасте вместе с матерью переселился в село Поим Пензенской губернии. С юных лет он вступил на духовное поприще и всю свою жизнь посвятил служению Древлеправославной Старообрядческой Церкви, её защите. Живя в бедности, он много и упорно трудился. По общему признанию всего староверия, этот простой малограмотный человек явился светочем разума, опорой Поморской Церкви и выдающимся начётчиком и защитником основ древлеправославия. Всего этого Лев Феоктистович добился благодаря упорному самообразованию.
Лев Феоктистович исколесил всю Россию и провёл бесчисленное множество бесед с миссионерами господствующей церкви, с приемлющими белокриницкое священство и начётчиками других старообрядческих согласий.
Он заложил этим серьёзную основу общему объединению безпоповского староверия под главенством Поморской Церкви и развитию соборного начала, а также упорядочению церковного богослужения. Почти ни один Собор старообрядцев-поморцев не обходился без его участия. Отлично понимая духовное назначение церковных Соборов в жизни христиан и деятельности Церкви, Лев Феоктистович с радостью и желанием отозвался на приглашение послужить благому делу общецерковных интересов. Приняв духовное руководство на предсоборных совещаниях, показал свои миротворческие христианские и миролюбивые человеческие взгляды, объединив вокруг себя многих ревнителей при подготовке к Собору.
В 1909 г. под его председательством проходили в Москве (с 25 по 26 февраля) Предсоборные совещания, а затем и I Всероссийский Собор старообрядцев-поморцев. Это знаменательное событие в жизни староверов-поморцев состоялось в Москве с 1 по 12 мая 1909 года. Председателем Собора был избран искусный кормчий и пламенный вождь Древлеправославия Лев Феоктистович Пичугин. Постоянное умственное и душевное напряжение, огромная переписка, широкая миссионерская деятельность, сотрудничество в журнале «Щит веры», составление докладов и речей к Соборам, апологетических сочинений — всё это внезапно подорвало здоровье великого труженика на духовной ниве. В звании председателя Собора Лев Феоктистович блестяще провёл его заседания, несмотря на разнообразие взглядов, сумел объединить всех представителей Собора в одну дружную христианскую семью. В конце соборных заседаний он провел четыре публичных собеседования с известными белокриницкими начётчиками Ф. Е. Мельниковым и Д. С. Варакиным. На этих собеседованиях, происходивших в Москве при огромном стечении публики, в большинстве — интеллигентов, проявились удивительное красноречие и необыкновенные ораторские способности Льва Феоктистовича.
Он хорошо понимал необходимость примирения с Поморской Церковью иных безпоповских согласий, по его инициативе на Соборе 1909 г. был учреждён в Москве Совет Всероссийских соборов и съездов поморцев, приемлющих брак. Лев Феоктистович является также автором литературных произведений в защиту веры. Сотрудничал в поморском журнале «Щит веры» (1912—1917). Из его больших трудов особенно ценны «Старая вера» и «О единоверии», письма, доклады, журнальные статьи.
Тяжелая болезнь помешала участию Льва Феоктистовича в работе Второго Всероссийского Собора, приветствие которого было направлено на имя Л. Ф. Пичугина. Умер Лев Феоктистович Пичугин 9 октября 1912 года, оплакиваемый всем староверием.